# سوفیا آبراهو
سوفیا آبراهو (به انگلیسی: Sophia Abrahão) (زاده ۲۲ می ۱۹۹۱) خواننده، بازیگر، مدل برزیلی است.